# TOLOT (企業)
株式会社TOLOT（トロット、英: TOLOT Inc.）は、東京都江東区に本社を置く日本の企業。

## 概要
写真印刷サービス、ソフトウェア開発を行っている。2016年11月からは、アメリカでのフォトブック出版サービスも開始した。

## 沿革
- 1995年 10月 - 会社設立[2]
- 2005年 3月 - 動画共有サービス「FlipClip」をスタート
- 2006年 4月 - ブイキューブと合弁会社フリップ・クリップを設立
- 2011年 6月 - フォトブック作成用ソフト「TOLOT」をリリース
- 2012年 2月 - 株式会社フリップ・クリップから株式会社TOLOTに社名変更[3]
- 2013年 9月 - フォトカレンダーのサービス開始
- 2015年 6月 - 「TOLOT」の会員数が150万人に到達
- 2016年 11月 - ポストカード作成サービスを開始

## フォトサービス

### フォトブック
A6サイズ、B6サイズの二種類が用意されている。ページ数は固定であり、A6の場合は64ページ、B6の場合は24ページまたは64ページとなる。

### カレンダー
卓上カレンダー、A4変形カレンダーの二種類が用意されている。

### ポストカード
一枚の写真をポストカードにする場合、30枚単位でのセット注文となる。

### API
TOLOTアプリとの連携が可能なAPIが用意されている。

## ギャラリー
2013年3月21日、東雲の社屋2階にアートスペース「TOLOT/heuristic SHINONOME」がオープンした。コンテンポラリーアートの展示を主とし、過去にはクリスチャン・ボルタンスキーのインスタレーション作品、ゲルハルト・リヒターの作品展示などが行われた。ギャラリーはキューブ状の仕切りにより8つのブロックに区切られており、それぞれで独立した展示、企画が可能となっている。